# Partidul Republican din Moldova
Partidul Republican din Moldova este un partid politic din Republica Moldova, condus de Andrei Stratan.